# هيرنان لوسادا
هيرنان لوسادا (بالإسبانية: Hernán Losada)‏ هو لاعب كرة قدم أرجنتيني في مركز الوسط، ولد في 9 مايو 1982 في بوينس آيرس في الأرجنتين. لعب مع إنديبندينتي وبيرتشوت ويلريجك وبيرسخوت إيه سي ورويال أندرلخت وليرس ونادي أونيفرسيداد دي تشيلي ونادي رويال شارلروا ونادي هيرنفين.

## وصلات خارجية
- هيرنان لوسادا على موقع قاعدة بيانات كرة القدم.إي يو (الإنجليزية)
- هيرنان لوسادا على موقع ليكيب (الفرنسية)